# シンクイムシ

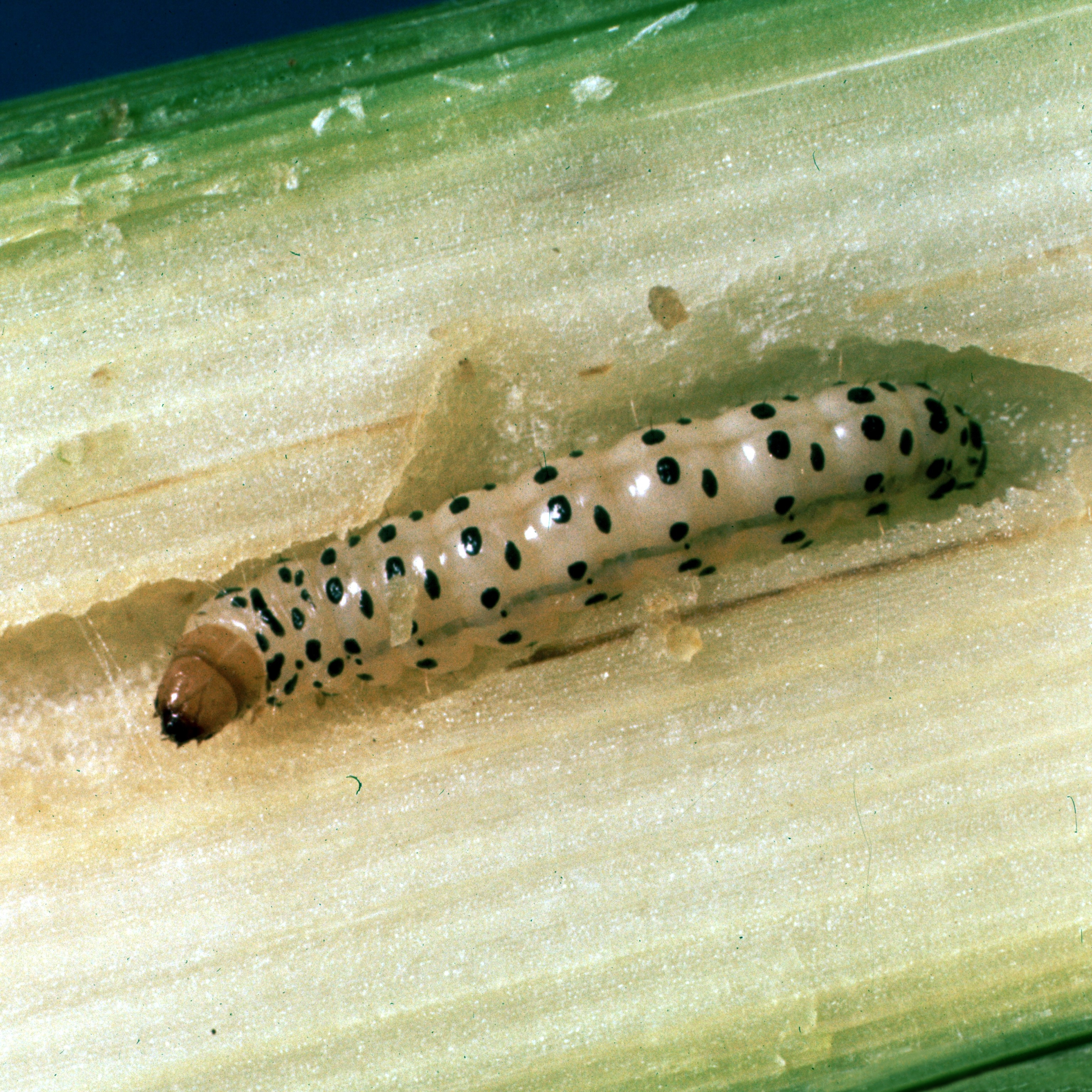
(Southern cornstalk borer moth) 幼虫

シンクイムシ（ 芯喰い虫, fruit / shoot / stem borer ）は、植物組織に穴を開けて中にもぐりこむ穿孔性昆虫のうち、作物の茎や果実、樹木の新芽などの柔らかい組織を摂食する昆虫の総称である。生態による人為分類であり定義があいまいだが（たとえば、鞘翅目にもツツシンクイやナガシンクイのように「シンクイ」と名づけられたグループがある）、主に鱗翅目（チョウ目）の昆虫のうちでこのような生態を有し、農林業に関する害虫として知られる種を指すことが多い。

## おもな種類
鱗翅目において穿孔性は複数の分類群に見られるため、シンクイムシと呼ばれる種も複数のグループにわたって存在する。穿孔性昆虫としてはボクトウガ科やスカシバガ科なども有名だが、樹木の木質を加害するこれらのグループはシンクイムシと見なされることが少ないため、ここでは記述しない。

### シンクイガ科
- モモシンクイガ Carposina sasakii

### ハマキガ科
- ナシヒメシンクイ Grapholita molesta

### ツトガ科
- アワノメイガ Ostrinia furnacalis
- ヨーロッパアワノメイガ Ostrinia nubilalis
- アズキノメイガ（フキノメイガ）Ostrinia scapulalis
- ニカメイガ（ニカメイチュウ）Chilo suppressalis